# 绿花杓兰
绿花杓兰（学名：Cypripedium henryi），为兰科杓兰属下的一个植物种，分佈於中國大陸中、西南部。